# 周文光
周文光（1484年—？年），字实夫，号六虚，浙江金華府永康縣人，明朝政治人物。

## 生平
正德二年（1507年）丁卯科浙江乡试第二十七名舉人，九年（1514年）甲戌科会试二百三十四名，廷试二甲第三名進士。本年六月钦授河南道监察御史，十年巡视通州仓场。十二年（1517）巡按贵阳，奉敇剿清黔东南平芒寇有功，十四年（1519）四月擢升江西布政司右参议。
明世宗即位，正德十六年九月因任御史巡按贵州时，纪功失实，且因奏捷得迁，为言官所劾，吏部谓其行事有乖宪体，以才力不宜，薄示降调，谪漳州府推官。嘉靖十四年（1535）再起兵部主事，十六年（1537）升思州府知府。